# دستینیشن ایر شاتل
دستینیشن ایر شاتل (به انگلیسی: Destination Air Shuttle) یک شرکت هواپیمایی است که در تاریخ ۲۰۰۷ میلادی تأسیس شده و دفتر مرکزی آن در فوکت، تایلند واقع شده‌است.